# العلاقات البلغارية السلوفينية
العلاقات البلغارية السلوفينية هي العلاقات الثنائية التي تجمع بين بلغاريا وسلوفينيا.

## مقارنة بين البلدين
هذه مقارنة عامة ومرجعية للدولتين:
| وجه المقارنة                                              | بلغاريا                                                                             | سلوفينيا                                                      |
| --------------------------------------------------------- | ----------------------------------------------------------------------------------- | ------------------------------------------------------------- |
| المساحة (كم2)                                             | 110.99 ألف                                                                          | 20.27 ألف                                                     |
| عدد السكان (نسمة)                                         | 7.08 مليون                                                                          | 2.07 مليون                                                    |
| الكثافة السكانية (ن./كم²)                                 | 63.79                                                                               | 102.12                                                        |
| العاصمة                                                   | صوفيا                                                                               | ليوبليانا                                                     |
| اللغة الرسمية                                             | اللغة البلغارية                                                                     | اللغة السلوفينية، اللغة الإيطالية، لغة مجرية                  |
| العملة                                                    | ليف بلغاري                                                                          | يورو، تولار سلوفيني                                           |
| الناتج المحلي الإجمالي (بليون دولار)                      | 56.83 مليار                                                                         | 48.77 مليار                                                   |
| الناتج المحلي الإجمالي (تعادل القوة الشرائية) بليون دولار | 130.99 مليار                                                                        | 66.01 مليار                                                   |
| الناتج المحلي الإجمالي الاسمي للفرد دولار أمريكي          | 8.03 ألف                                                                            | 20.73 ألف                                                     |
| الناتج المحلي الإجمالي للفرد دولار أمريكي                 | 17.21 ألف                                                                           | 30.40 ألف                                                     |
| مؤشر التنمية البشرية                                      | 0.782                                                                               | 0.880                                                         |
| رمز المكالمات الدولي                                      | +359                                                                                | +386                                                          |
| رمز الإنترنت                                              | .bg، .бг ‏                                                                           | .si                                                           |
| المنطقة الزمنية                                           | ت ع م+02:00، ت ع م+03:00، أوروبا/صوفيا ‏، توقيت شرق أوروبا، توقيت شرق أوروبا الصيفي ‏ | توقيت وسط أوروبا، ت ع م+01:00، ت ع م+02:00، أوروبا/ليوبليانا ‏ |

## مدن متوأمة
في ما يلي قائمة باتفاقيات التوأمة بين مدن بلغارية وسلوفينية:
- ترتبط برنيك مع ليوبليانا باتفاقية توأمة منذ 1 أكتوبر 2004.[17][18][19][17]
- ترتبط تريافنا مع شكوفجا لوكا باتفاقية توأمة.

## منظمات دولية مشتركة
يشترك البلدان في عضوية مجموعة من المنظمات الدولية، منها:
| علم المنظمة | اسم المنظمة                               | تاريخ انضمام بلغاريا | تاريخ انضمام سلوفينيا |
| ----------- | ----------------------------------------- | -------------------- | --------------------- |
|             | الاتحاد الأوروبي                          | 2007                 | 1 مايو 2004           |
|             | وكالة ضمان الاستثمار متعدد الأطراف        | 23 سبتمبر 1992       | 19 مارس 1993          |
|             | الأمم المتحدة                             | 14 ديسمبر 1955       | 22 مايو 1992          |
|             | الفريق المعني برصد الأرض                  | ?                    | ?                     |
|             | مركز تنسيق الحركة في أوروبا ‏              | ?                    | ?                     |
|             | منظمة حظر الأسلحة الكيميائية              | ?                    | ?                     |
|             | منظمة التجارة العالمية                    | 1 ديسمبر 1996        | ?                     |
|             | منظمة الشرطة الجنائية الدولية             | ?                    | ?                     |
|             | منظمة الأمن والتعاون في أوروبا            | 25 يونيو 1973        | 24 مارس 1992          |
|             | حلف شمال الأطلسي                          | 29 مارس 2004         | 29 مارس 2004          |
|             | يونسكو                                    | 17 مايو 1956         | 27 مايو 1992          |
|             | مجلس أوروبا                               | 7 مايو 1992          | ?                     |
|             | Strategic Airlift Capability ‏             | ?                    | ?                     |
|             | الاتحاد البريدي العالمي                   | ?                    | ?                     |
|             | البنك الدولي للإنشاء والتعمير             | 25 سبتمبر 1990       | 25 فبراير 1993        |
|             | اتفاقية السماوات المفتوحة                 | ?                    | ?                     |
|             | الاتحاد الدولي للاتصالات                  | 18 سبتمبر 1880       | 16 يونيو 1992         |
|             | مؤسسة التمويل الدولية                     | 22 يوليو 1991        | 25 فبراير 1993        |
|             | المنظمة الأوروبية لسلامة الملاحة الجوية   | 1997                 | 1995                  |
|             | المركز الدولي لتسوية المنازعات الاستشارية | 13 مايو 2001         | 6 أبريل 1994          |
|             | مجموعة أستراليا                           | 2001                 | 2004                  |
|             | مجموعة الموردين النوويين                  | ?                    | ?                     |

## أعلام
هذه قائمة لبعض الشخصيات التي تربطها علاقات بالبلدين:
- إليزابيث أوموريجي (لاعبة كرة يد بلغارية، 29 ديسمبر 1996 – )

## وصلات خارجية
- موقع وزارة الخارجية البلغارية
- موقع وزارة الخارجية السلوفينية